# Juncus sikkimensis
Juncus sikkimensis är en tågväxtart som beskrevs av Joseph Dalton Hooker. Juncus sikkimensis ingår i släktet tåg, och familjen tågväxter. Inga underarter finns listade i Catalogue of Life.